# Ташка (село)
Ташка (рум. Tașca) — село у повіті Нямц в Румунії. Адміністративний центр комуни Ташка.
Село розміщене на відстані 273 км на північ від Бухареста, 26 км на захід від П'ятра-Нямца, 122 км на захід від Ясс, 141 км на північ від Брашова.

## Населення
За даними перепису населення 2002 року у селі проживала 1341 особа, з них 1340 осіб (99,9%) румунів. Рідною мовою 1340 осіб (99,9%) назвали румунську.